# Baie de Corée orientale
La baie de Corée orientale est une baie de la mer du Japon ou de l'Est, dans l'océan Pacifique, qui baigne une partie des côtes orientales de la Corée du Nord. Avec le golfe de Corée (baie de Corée occidentale) situé de l'autre côté de la péninsule de Corée à l'ouest, la baie de Corée orientale délimite l'isthme de Corée qui relie la péninsule au reste du continent asiatique.

## Toponymie
À cause des noms de la Corée qui varient entre la Corée du Nord et la Corée du Sud, la baie est appelée différemment dans chaque pays.
Au Nord, la baie s'appelle « baie orientale du Joseon » (en en chosŏn'gŭl : 동조선만, RR : Dongjoseon-man, MR : ), tandis qu'au Sud, elle est appelée « baie orientale du Han » (hangeul : 동한만 ; hanja : 東韓灣 ; RR : Donghan-man ; MR : Tonghan-man).